# Zapukáya
Zapukáya (Zapucaya), pleme američkih Indijanaca iz sjevernog Brazila koje je u prvoj polovici 17. stoljeća {1629; Acuña, 1942, Bog., 153} živjelo uz donji tok rijeke Madeira, nešto uzvodnije od ušća u Amazonu. Rani izvještaji njih i pleme Vrubutingas, spominju kao vješte drvodjelce. Vidi Zurina.